# Carlo Salmaso

a Compétitions nationales et continentales officielles uniquement.

b Matchs officiels uniquement.
Carlo Salmaso (né le 30 avril 1940 à Ponte San Nicolò) est un joueur italien de rugby à XV.

## Biographie
Carlo Salmaso évolue au Fiamme Oro, club avec lequel il dispute 15 saisons de 1961 à 1976, et est champion d'Italie en 1968.
Au niveau international, il a disputé divers matches pour l'Italie, dont deux test-matchs (tous deux contre la France, le premier en 1965 à Pau au stade de la Croix du Prince) et a connu d'autres avec des sélections non-internationales, des équipes et des représentants pour un total de huit.
En Serie A, il compte 300 apparitions au total et 92 buts marqués.

## Palmarès
Fiamme Oro: 1967-68
Fiamme Oro: 1967-68, 1968-69, 1970-71, 1971-72